# Cliniodes rubialalis
Cliniodes rubialalis là một loài bướm đêm trong họ Crambidae.